# Jacob Saxtorph-Mikkelsen
Jacob Saxtorph-Mikkelsen (født 29. juli 1878 i Mariager, død 18. august 1951 på Frederiksberg) var en dansk visesanger og komponist.
Saxtorph-Mikkelsen var uddannet boghandler og fungerede også som fotograf, men han var fra omkring 1900 omrejsende visesanger. Hans repertoire var ofte af egen tilvirkning hvad angår både tekster og melodier, men han skrev også musik til andre digteres sange. Teksterne var først og fremmest af Jeppe Aakjær, men også Harald Bergstedts og Kaj Munks vers satte han i musik. Som flere andre af tidens sangskrivere huskes han i dag hovedsageligt for én sang, nemlig ”Anna var i Anders kær”

## Musik
- Sange på Wikisource
- Sange (1928)
- Elleve Kaj Munk digte for børn og voksne (1937)
- Fem ny danske sange (1938)
- Elleve knaldperler: Viser for små og store af Kaj Munk (1948)
- Gladmands visebog (1941)

## Andre værker
- Fra livets veje (digte 1927)
- Ti børnerim for store og små (digte 1928)
- Fyrretyve år som sangerkomponist (erindringer 1938-1941)